# Ctenucha lutea
Ctenucha lutea är en fjärilsart som beskrevs av Augustus Radcliffe Grote 1902. Ctenucha lutea ingår i släktet Ctenucha och familjen björnspinnare. Inga underarter finns listade i Catalogue of Life.